# Lienardia farsilis
Lienardia farsilis é uma espécie de gastrópode do gênero Lienardia, pertencente a família Clathurellidae.